# Parti de l'équité
Le Parti de l'équité (arabe : حزب الإنصاف), aussi appelé par la translittération de son nom arabe, Parti El Insaf, est un parti politique mauritanien fondé le 3 juillet 2022 par la fusion de l'Union pour la République avec plusieurs partis mineurs, sous l'égide du président Mohamed Ould Ghazouani, en vue des élections législatives mauritaniennes de 2023,. Il était dirigé par l'ancien porte-parole du gouvernement et ministre de l'éducation Mohamed Melainine Ould Eyih, qui quitte ses fonctions gouvernementales pour prendre la tête du parti.
Il est créé par et soutient le président Mohamed Ould Ghazouani. 